# قسم القوة أ المتقدمة
قسم القوة أ المتقدمة (بالإنجليزية: Advanced Headquarters 'A' Force)‏ ويُشار إليها عمومًا باسم القوة أ هو عبارة عن قسم لعمليات الخداع أنُشئ خلال الحرب العالمية الثانية مارس عام 1941 في القاهرة تحت إدارة دادلي كلارك. بدأ الجنرال أرشيبالد ويفل، قائد القوات البريطانية في شمال أفريقيا عند اندلاع الحرب، استخدام الخداع كجزء من عملية البوصلة، في ديسمبر 1944. وبعد نجاح عملية البوصلة، أرسل ويفل إلى كلارك، والذي عمل معه في السابق في فلسطين. اهتم كلارك بتشكيل أول قسم الخداع في سرية وفي ظل موارد محدودة.